# ماسینو ویسکونتی
ماسینو ویسکونتی (به ایتالیایی: Massino Visconti) یک کومونه در ایتالیا است که در استان نووارا واقع شده‌است.

## خصوصیات
ماسینو ویسکونتی ۶٫۸ کیلومترمربع مساحت و ۱٬۱۰۶ نفر جمعیت دارد.